# Dom „Bazar” w Miłosławiu
Dom „Bazar” w Miłosławiu – zabytkowy obiekt znajdujący się w Miłosławiu przy placu Wiosny Ludów 24, w powiecie wrzesińskim, w województwie wielkopolskim.

## Historia
Obiekt wzniesiony w I połowie XIX wieku na miejscu dawnego zajazdu z karczmą i stajnią, przy Placu Wiosny Ludów. Rozbudowany pod koniec tego samego wieku. W czasie trwania Wiosny Ludów, w 1848 r. kosynierzy stoczyli z Prusakami zwycięską bitwę o ten budynek, o czym informuje wmurowana w lico budynku tablica pamiątkowa o treści: "W budynku tym kosynierzy stawili zwycięski opór Prusakom w 1848 roku, ufundowana przez społeczeństwo Miłosławia w 1964 r., podczas obchodów 650-lecia miasta." Podczas zaborów budynek był siedzibą organizacji walczących z germanizacją m.in. Towarzystwa Gimnastycznego „Sokół”, w budynku znajdowała się także restauracja, sklepy oraz pokoje hotelowe. Do lipca 2012 na parterze kamienicy znajdowała się m.in. pijalnia piwa „Bazar” (obecnie lokal ten jest w gestii właścicieli sklepów Adams).

## Galeria

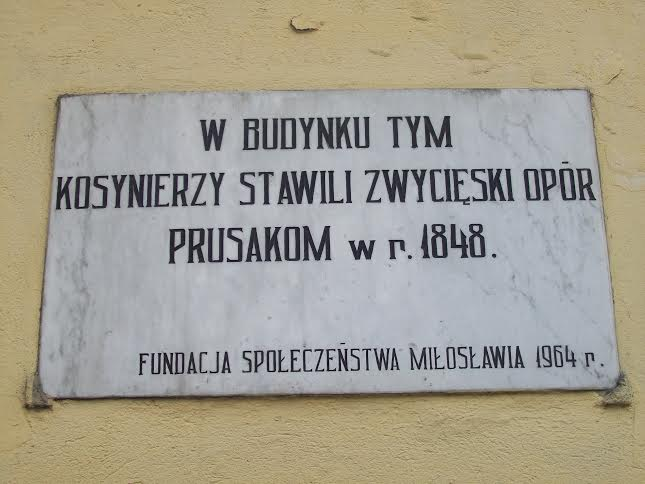
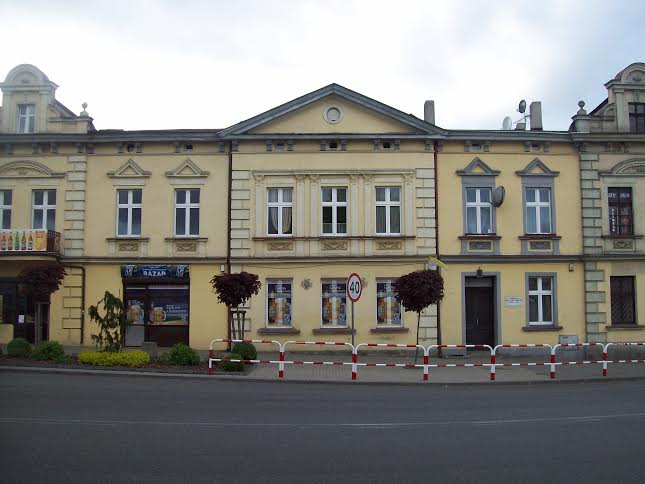
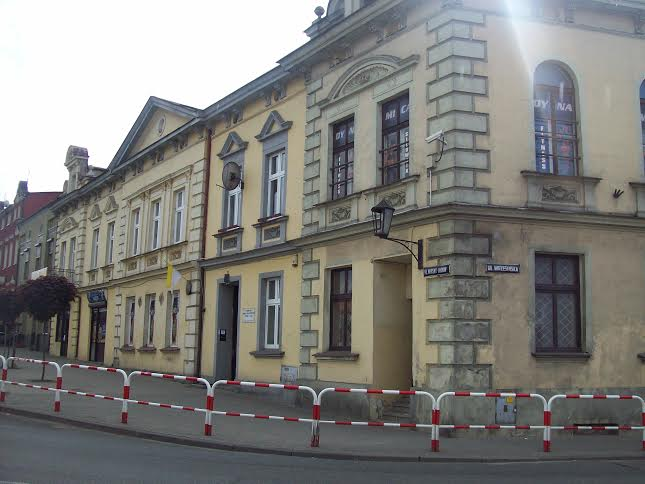